# Agent forestal

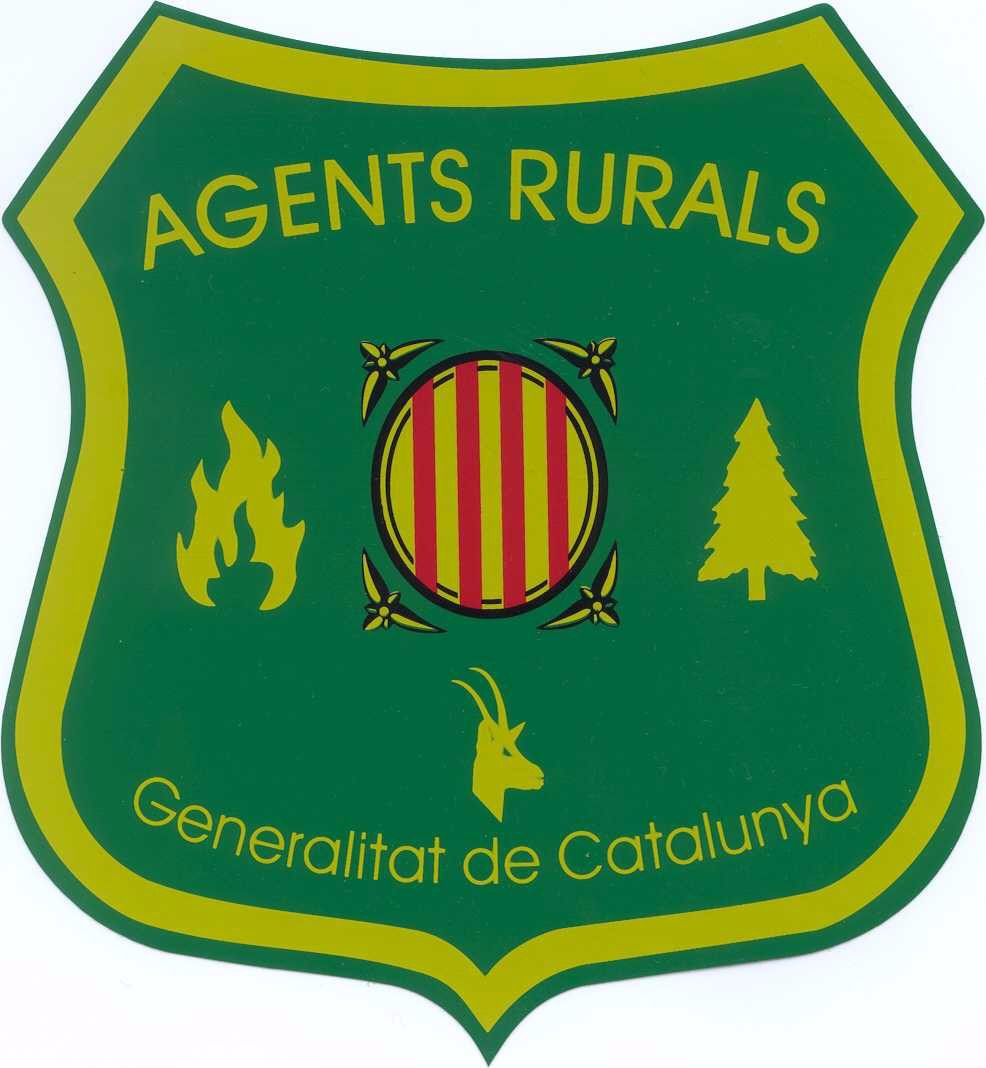
Escut d'Agent Rural

Un agent forestal o mediambiental és un empleat públic normalment funcionari d'una administració pública competent en un determinat territori, que ostenta la condició d'agent de l'autoritat.
Originàriament, un agent forestal es denominava guarda forestal i era un guardabosc, però a diferència d'un guardabosc tradicional, el guarda forestal tenia un major àmbit d'actuació, amb funcions de policia, custòdia i vigilància, alhora que formava part de l'Administració forestal.
El 1978, a l'Estat espanyol es substitueix la denominació de Guarda Forestal per la d'Agent Forestal, que reforça la seva condició policia i vigilància. Actualment s'entén com a sinònims els termes: Agent Forestal i Agent Mediambiental.

## Funcions
Té encomanades, entre altres funcions, les de policia administrativa forestal i custòdia de béns jurídics de naturalesa forestal i en alguns territoris també la de policia judicial. És per tot això que les actes d'inspecció i denúncia realitzades pels agents forestals en l'exercici de les seves funcions, com a documents públics, tenen valor probatori respecte dels fets que s'hi reflecteixen.
La seva funció de forma genèrica és vetllar per fer complir la normativa ambiental per la protecció i conservació d'espais naturals, de la seva fauna o flora, o per l'aprofitament sostenible dels recursos naturals. Independentment de la titularitat del terreny i fiscalitzant les activitats que s'hi desenvolupin en el compliment d'aquesta normativa.
Poden exercir les funcions d'extensió, policia i guarderia forestal següents:
- De policia, custòdia i vigilància per al compliment de la normativa aplicable en matèria forestal, especialment les de prevenció, detecció i investigació de la causalitat d'incendis forestals.
- D'assessorament facultatiu en tasques d'extensió i gestió forestal i de conservació de la natura.

A Espanya amb l'organització de les autonomies, el 1985 va finalitzar el procés de transferència de competències en matèria de Conservació de la Natura, des de llavors cada Comunitat Autònoma disposa dels seus propis agents. Aquests s'estructuren en Cossos o col·lectius oficials d'agents forestals propis de l'administració corresponent (n'hi ha a diferents nivells administratius).

## Facultats d'un Agent forestal
La Llei (a l'Estat espanyol) faculta als Agents Forestals:
- Entrar lliurement en qualsevol moment i sense previ avís en els llocs subjectes a inspecció i romandre-hi, amb respecte, en tot cas, a la inviolabilitat del domicili. Quan efectuïn una visita d'inspecció, han de comunicar la seva presència a la persona inspeccionada o al seu representant, llevat que considerin que la comunicació pugui perjudicar l'èxit de les seves funcions.
- Practicar qualsevol diligència d'investigació, examen o prova que considerin necessària per comprovar que les disposicions legals s'observen correctament.
- Prendre o treure mostres de substàncies i materials, realitzar mesuraments, obtenir fotografies, vídeos, gravació d'imatges, i aixecar croquis i plànols, sempre que es notifiqui al titular o al seu representant, llevat de casos d'urgència, en els quals la notificació es pot efectuar amb posterioritat.

Els agents forestals i mediambientals, en l'exercici de les seves competències, han d'actuar de manera coordinada, i amb respecte a les facultats que atribueix la seva legislació orgànica reguladora, amb les forces i cossos de seguretat.

## Àmbits d'actuació
Tot i que hi pot haver diferenciació en funció de l'administració d'adscripció i de les funcions que desenvolupi, hi ha fins a tres àmbits d'actuació per un agent forestal:
- La col·laboració en la gestió. Inclou la gestió administrativa en la tramitació d'expedients d'aprofitament forestal, d'obertura de vials, valoració de graus d'infestació de plagues, cens de fauna i flora, danys de la fauna, estadística d'incendis forestals, etc.
- La inspecció. Aplicació de la normativa ambiental, prevenció i supervisió administrativa. La inspecció pot ésser:
  - Administrativa. Activitats lícites o regulades. Aprofitaments forestals, caça, pesca, ...
  - Investigació de delictes ambientals. Són els casos d'activitats il·lícites o furtives.
- Els Serveis a la ciutadania. Com a Cos operatiu integrat en emergències de protecció civil. Bàsicament, es compte amb els agents mediambientals per donar resposta per als casos previstos d'activació de plans d'emergència de protecció civil al medi natural.[2] En el cas de Catalunya a través d'Emergències 112.

## Cossos oficials als Països Catalans
Als Països Catalans hi ha diferents col·lectius d'agents forestals en diferents nivells d'administracions públiques:
L'Alguer (Sardenya, Itàlia):

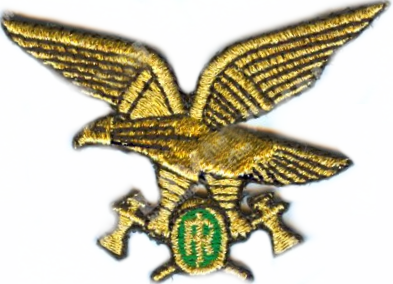
Emblema del CFVA

- Regió Autònoma de la Sardenya: Amb el nom de Guarda forestal del Cos Forestal i de Vigilància Ambiental (CFVA). El seu àmbit territorial és tot el territori de la Regió autònoma de la Sardenya.

Principat d'Andorra (Andorra)

Escut del Cos de Banders

- Govern d'Andorra: Amb el nom de Banders del Cos de Banders d'Andorra. El seu àmbit territorial és tot el territori andorrà. El seu àmbit funcional és garantir la conservació i protecció del patrimoni natural i vetllar pel compliment de la normativa vigent en matèria de caça i de pesca i de totes les altres normes que es refereixin a l'equilibri ecològic i al patrimoni natural.

El Carxe (Comunitat autònoma de la Regió de Múrcia, Espanya):
- Regió de Múrcia: Amb el nom d'Agents Mediambientals. El seu àmbit territorial és tot el territori de la Comunitat Autònoma de la Regió de Múrcia.

Imatge corporativa del Cos d'Agents Rurals

Catalunya (Comunitat autònoma de Catalunya, Espanya):
- Generalitat de Catalunya: Amb el nom d'Agents Rurals del Cos d'Agents Rurals de la Generalitat de Catalunya. El seu àmbit territorial és tot el territori de la comunitat autònoma espanyola de Catalunya, llevat de la Val d'Aran. El seu àmbit funcional té atribuïdes les competències de vigilància, control, protecció, prevenció integral i col·laboració en la gestió del medi ambient.
- Diputació de Barcelona: Amb el nom de Guarda forestal. El seu àmbit territorial són els espais naturals gestionats per la Corporació.
- Consell General d'Aran: Amb el nom d'Agents de Medi Ambient. El seu àmbit territorial és la Val d'Aran.

Catalunya del Nord (Departament dels Pirineus Orientals, França):
- Oficina Nacional dels Boscos (ONF) de França: Amb el nom d'Agent Tècnic Forestal. El seu àmbit territorial és tot el territori francès. El seu àmbit funcional són la gestió dels espais públics assignats.
- Oficina Nacional de la Caça i de la Fauna Salvatge (ONCFS) de França: Amb el nom d'Agents Mediambientals. El seu àmbit territorial és tot el territori francès.
- Oficina Nacional de l'Aigua i de l'Ambient Aquàtic (ONEMA) de França: Amb el nom d'Agents Mediambientals. El seu àmbit territorial és tot el territori francès.

Franja de Ponent (Comunitat autònoma de l'Aragó, Espanya):
- Diputació General d'Aragó: Amb el nom d'Agents per a la Protecció de la Natura. El seu àmbit territorial és tot el territori de la comunitat autònoma espanyola de l'Aragó. El seu àmbit funcional té atribuïdes les competències de vigilància, control, protecció, prevenció integral i col·laboració en la gestió del medi ambient.

Illes Balears (Comunitat autònoma de les Illes Balears, Espanya):
- Govern de les Illes Balears: Amb el nom d'Agents de Medi Ambient. El seu àmbit territorial és tot el territori de la comunitat autònoma espanyola de les Illes Balears.

País Valencià (Comunitat Valenciana, Espanya):
- Generalitat Valenciana: Amb el nom d'Agents Mediambientals. El seu àmbit territorial és tot el territori de la comunitat autònoma espanyola del País Valencià.